# Samuel Vilaire Turull
Samuel Vilaire Turull (Sineu, 1903 – Alcúdia, 1970) fou un mestre d'escola i promotor cultural mallorquí.
En 1923 va obtenir el títol de mestre de primera ensenyança. Als anys 30, fou director de l'Escola Graduada de Sineu i durant aquell mateix any fou suspès de sou i feina per motius polítics. Readmès l'any 1941 fou enviat com a mestre a Alcúdia.
Quatre anys més tard fundaria a la ciutat d'Alcúdia el Museu Arqueològic Municipal d'Alcúdia (actual Museu Monogràfic de Pol·lència) i en 1951 fou nomenat administrador de la Fundació Bryant.
Durant la dècada dels anys 50 va promoure la restauració de l'antiga Cova de Sant Martí d'Alcúdia. Participà en les excavacions a la ciutat romana de Pol·lència i a les necròpolis romanes de Can Fanals, Can Corró, Can Copido, a la Cova de Sa Tanca, i a la necròpolis fenícia de Son Real de Santa Margalida.
L'any 1968 fundà i redactà la revista «Ciudad de Alcúdia».
D. Samuel tingué dos fills, el conegut Narcis Vilaire Blanch (Sineu, 1933 - 2012), que té hotels al port d'Alcúdia i Tomas Vilaire Blanch (Sineu, 1935)